# Prologo generale
(Geoffrey Chaucer, I racconti di Canterbury)
Il prologo generale apre I racconti di Canterbury di Geoffrey Chaucer.

## Trama
Alla locanda Inn Tabard di Southwark, presso Londra, il narratore si unisce ad una comitiva di ventinove pellegrini. Si tratta di un gruppo di persone che provengono da tutte le classi sociali: come il narratore, anche loro sono diretti al santuario del martire Tommaso Becket, a Canterbury. Il narratore descrive nel dettaglio i diversi pellegrini (ad eccezione degli accompagnatori della Priora, ovvero la Monaca e il Cappellano).
L'Oste, il cui nome, che ritroveremo ne Il racconto del cuoco, è Harry Bailly, suggerisce che ciascun pellegrino dell'allegra compagnia racconti e intrattenga gli altri con delle storie, proponendo che ognuno racconti due storie lungo la via per Canterbury e due lungo la via del ritorno, per un totale di 120 storie. Chi verrà giudicato come miglior cantastorie riceverà in premio da Bailly un pasto omaggio nella sua taverna. I pellegrini accettano e tirano a sorte e viene stabilito che il primo a parlare sarà il Cavaliere.
Nel prologo, Chaucer disegna magistralmente il carattere dei pellegrini offrendo un mirabile affresco delle classi sociali del tempo, dalla borghesia mercantile, alla working class, alla peasantry (contadini), al clero, all'aristocrazia: è rappresentata la tripartizione della società medievale nelle tre classi degli "oratores" (coloro che pregano), "bellatores" (coloro che combattono) e "laboratores" (coloro che lavorano).
Si inizia con il gruppo della nobiltà (il Cavaliere, il giovane Scudiero suo figlio e il loro Arciere); seguono poi i rappresentanti del clero (la Priora, accompagnata da una Monaca e dal Cappellano; il Monaco e il Frate), poi quelli della borghesia (il Mercante, lo Studente, il Sergente della legge, l'Allodiere); il Merciaio, il Falegname, il Tessitore, il Tintore, il Tappezziere, ovvero cinque cittadini appartenenti al gruppo livellatore di una stessa confraternita, col loro Cuoco; il Marinaio, il Medico e la Donna di Bath; seguiti da due personaggi umili e virtuosi (il Parroco di campagna e il Contadino suo fratello) e infine da un ultimo gruppo: il Mugnaio, lo Spenditore, il Fattore, l'Apparitore, l'Indulgenziere e l'Oste. Alla fine, l'autore inserisce ironicamente sé stesso.
In realtà, il disegno complessivo rimase largamente disatteso (forse anche a causa della morte dell'autore), dato che solo 22 dei 30 pellegrini presenti nel prologo raccontano una storia - a questi si aggiunge poi come ventitreesimo il Famiglio, che raggiunge la comitiva durante il viaggio - e comunque solo una a testa, con l'eccezione di Chaucer che ne racconta due, per un totale di quindi soli 24 racconti a fronte degli almeno 120 previsti se la premessa contenuta nel prologo fosse stata attuata. Ciononostante, l'opera è tra le più ammirate della letteratura inglese.

## Analisi
Nell'ordine dei personaggi, Chaucer segue una duplice scala di valori sociali e morali: parte all'inizio con la levatura morale e sociale del Cavaliere, figura grave e idealizzata, e termina con l'ambigua figura dell'Indulgenziere posto sul fondo della scala morale e sociale. È altresì presente una vena satirica o umoristica rivolta sia verso i personaggi del clero sia verso quelli della borghesia, che raggiunge il suo apice con la figura della Donna di Bath.

## Galleria d'immagini

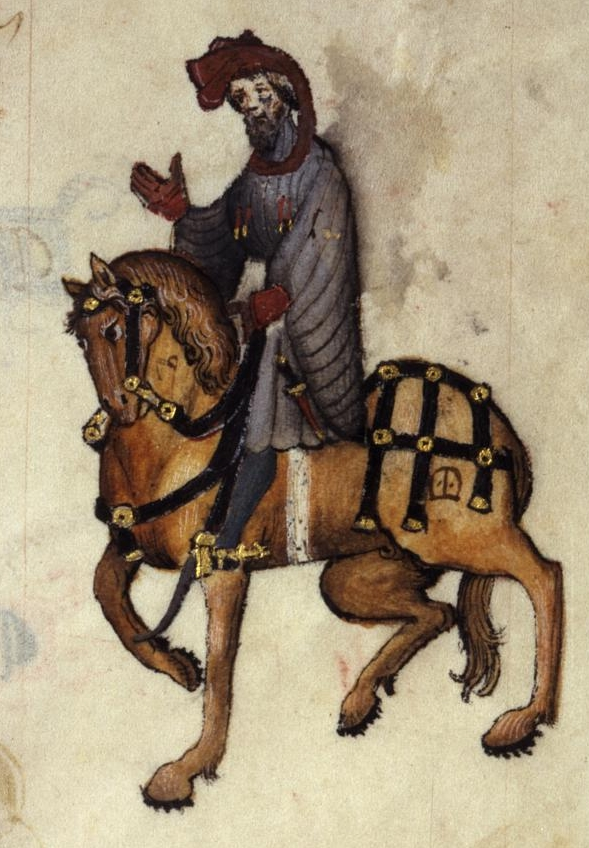
Il cavaliere
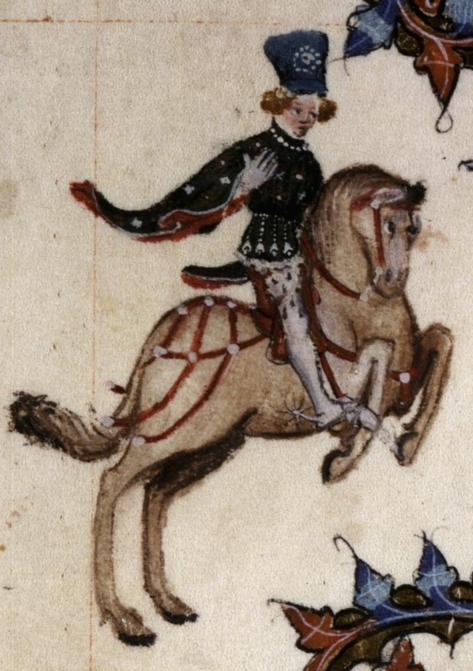
Lo scudiero
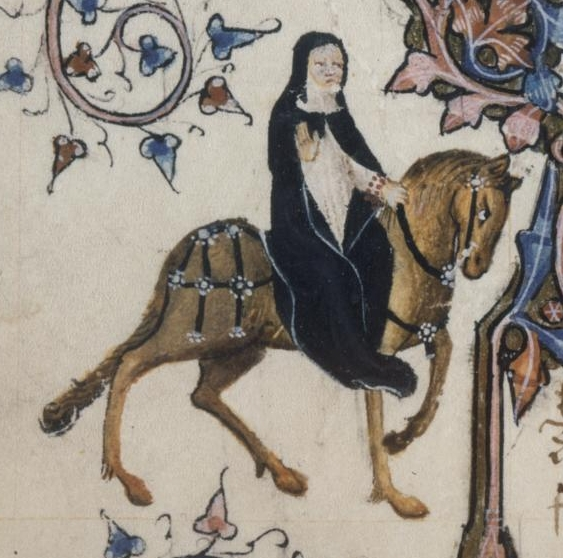
La priora
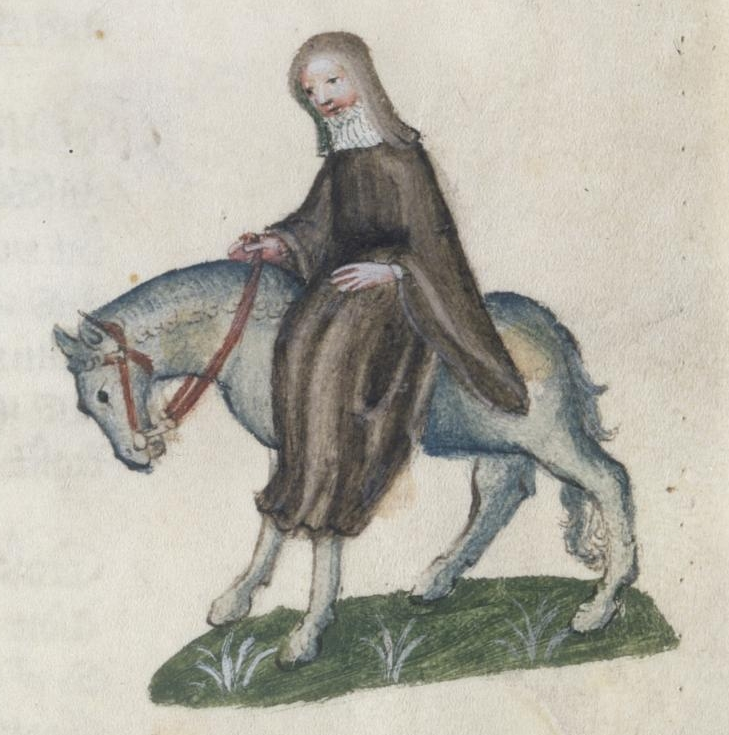
La monaca
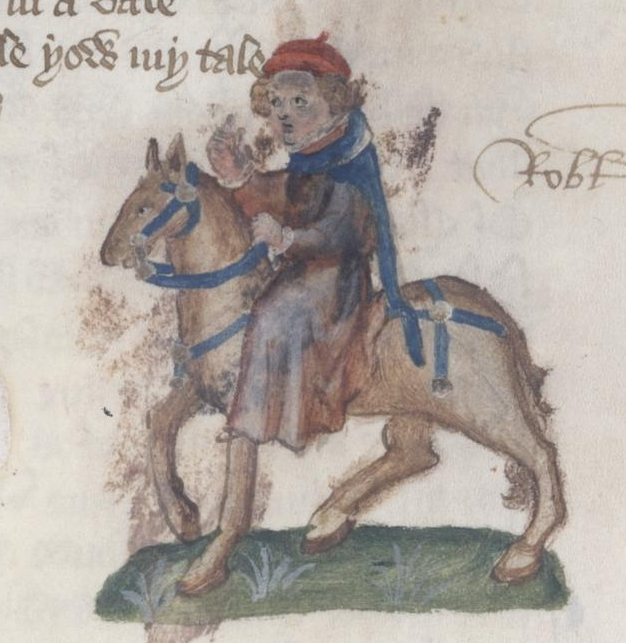
Il cappellano
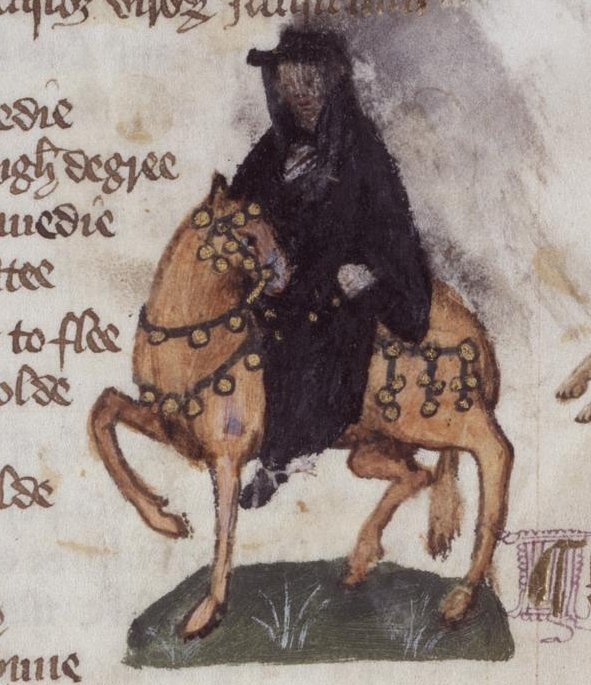
Il monaco
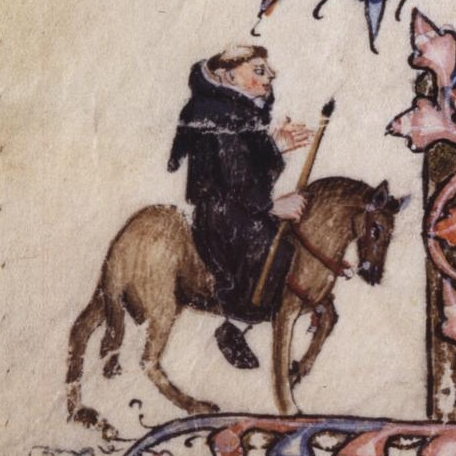
Il frate
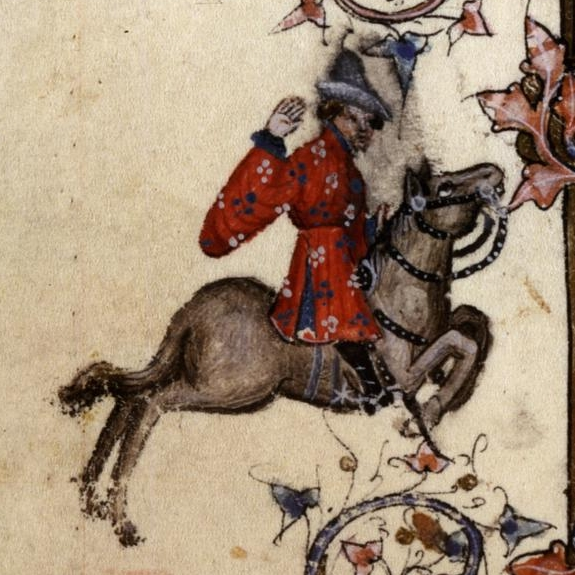
Il mercante
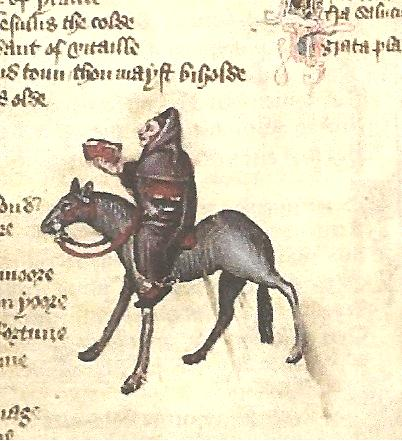
Lo studente
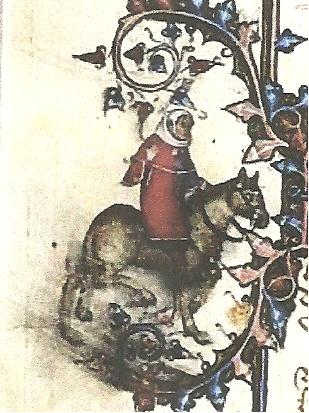
Il sergente della legge
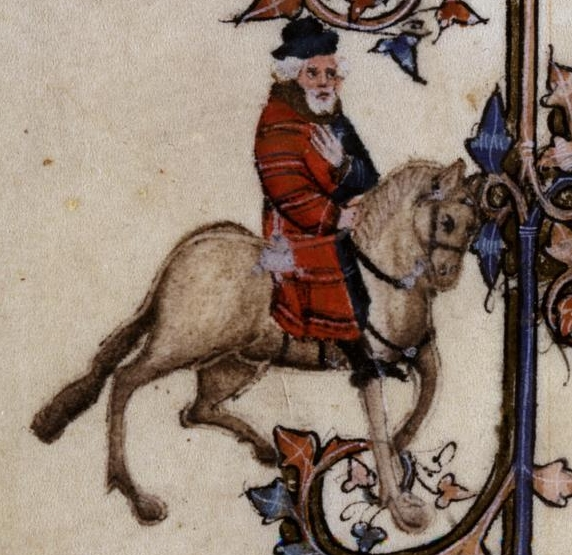
L'allodiere
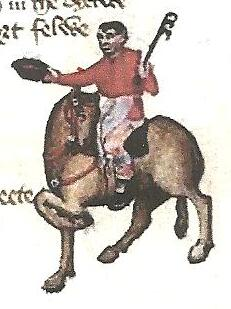
Il cuoco
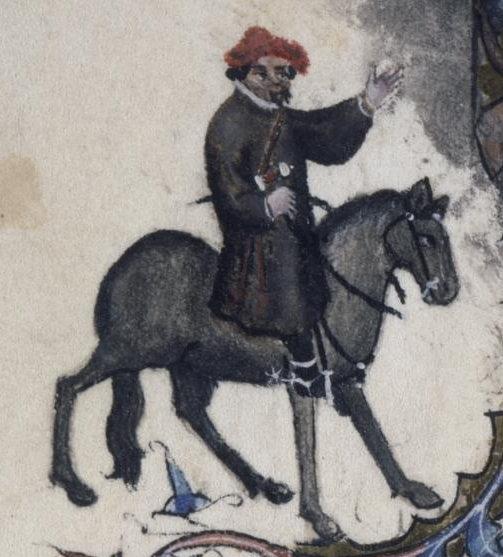
Il marinaio
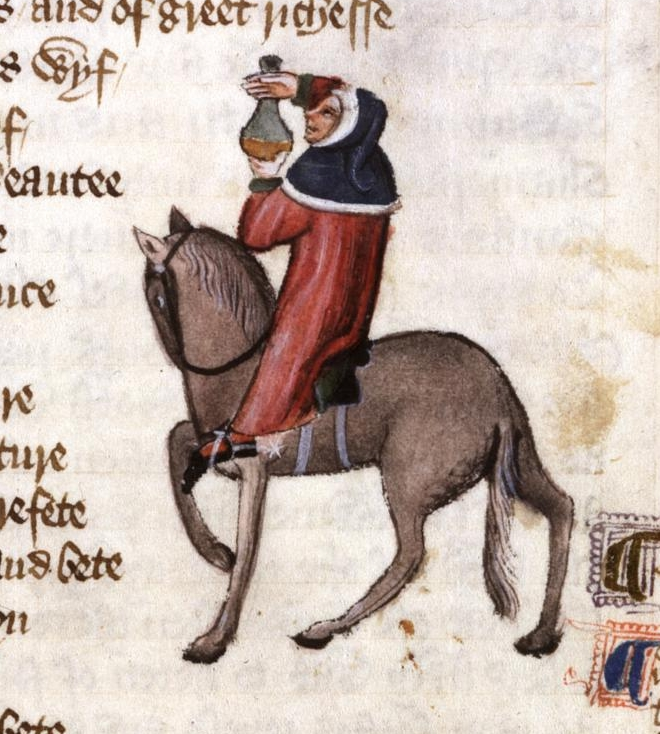
Il medico
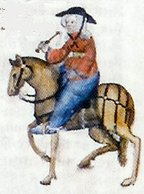
La donna di Bath
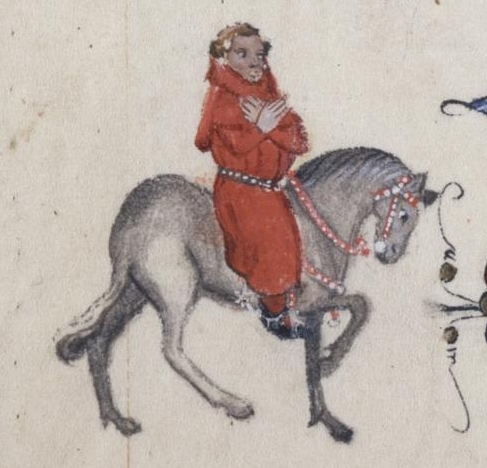
Il parroco
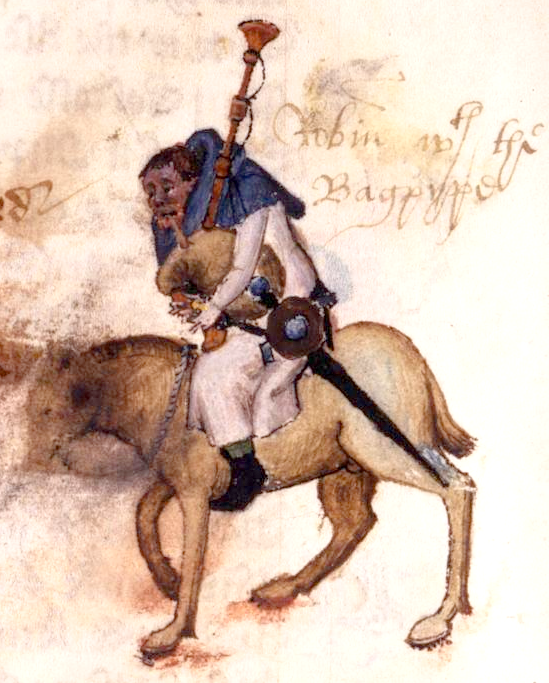
Il mugnaio
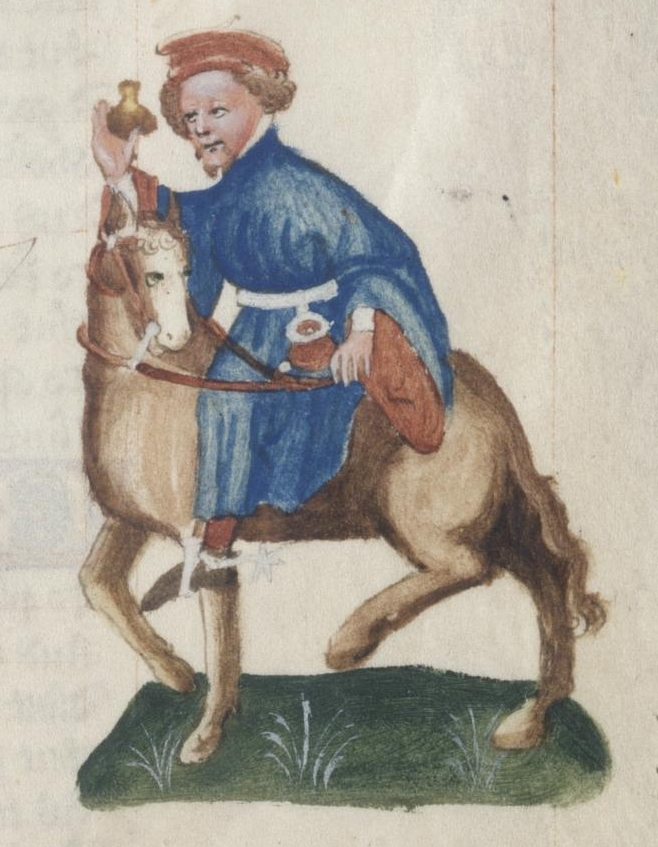
Lo spenditore
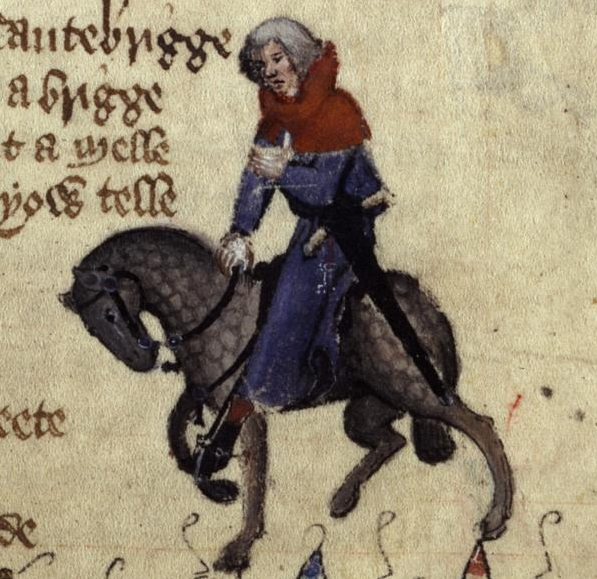
Il fattore
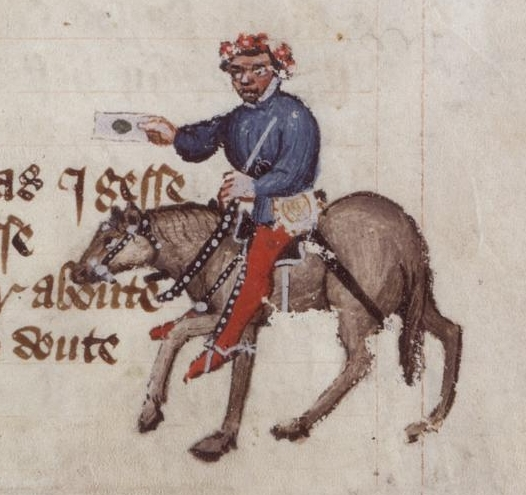
L'apparitore
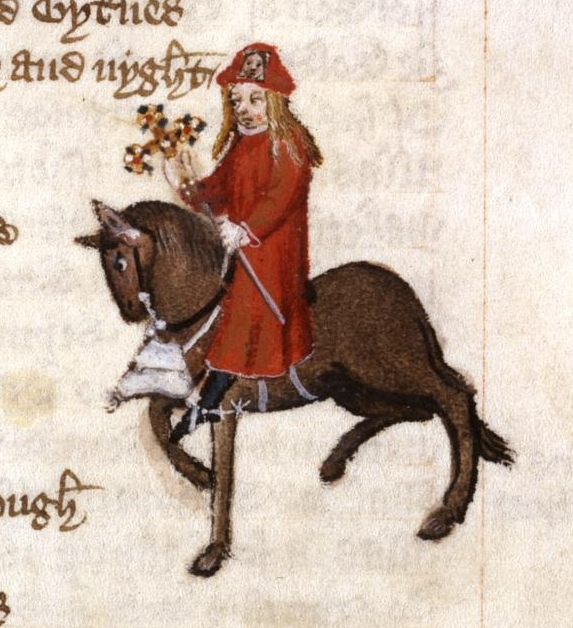
L'indulgenziere
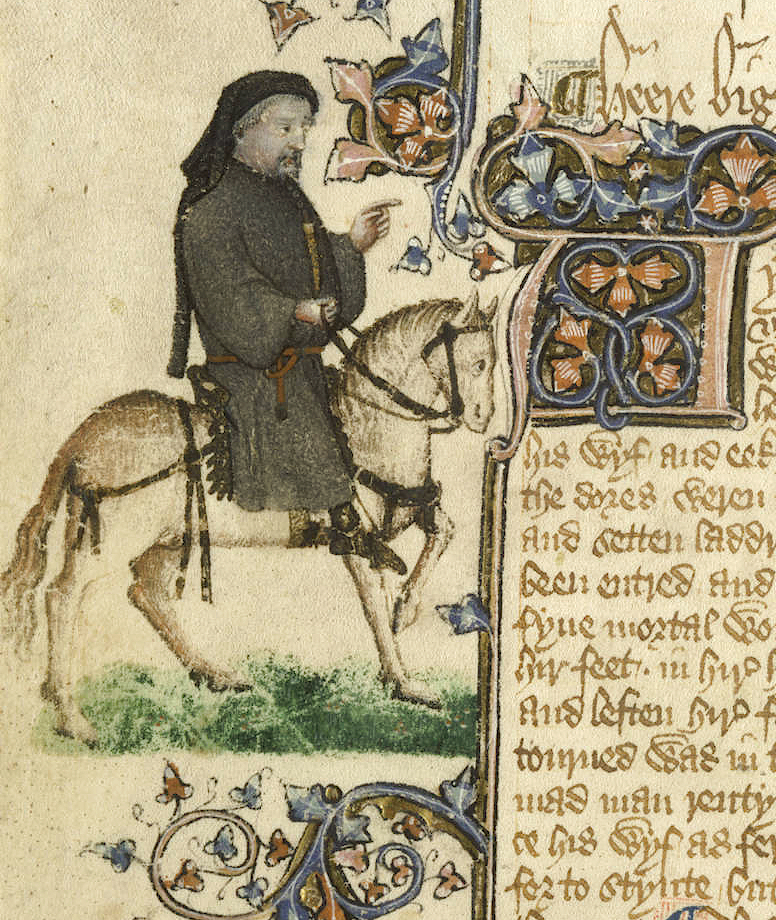
Chaucer, l'unico pellegrino che narra due storie